# NKブロトニョ・チトルク
NKブロトニョ・チトルク（NK Brotnjo Čitluk）は、ボスニア・ヘルツェゴビナのボスニア・ヘルツェゴビナ連邦ヘルツェゴビナ＝ネレトヴァ県チトルクをホームタウンとするサッカークラブである。

## 歴史
1955年に創設された。
1999-2000シーズンにプルヴァ・リーガBiHのプレーオフ決勝でFKブドゥチノスト・バノヴィチに勝利して優勝を飾り、UEFAチャンピオンズリーグ 2000-01に出場した。1年後にはUEFAカップ 2001-02に出場した。
UEFAチャンピオンズリーグ出場から10年後、ドルガ・リーガFBiH・南地域に所属していた2010年には、給料未払いなどの財政問題により選手が試合をボイコットするストライキを実施し、クラブが存続の危機に瀕していると報じられた。

## 獲得タイトル
- プルヴァ・リーガBiH / プレミイェル・リーガ：1回
  - 1999-2000

- クプ・ヘルツェグ＝ボスネ：1回
  - 1998-1999

## 欧州の成績
| シーズン | 大会                     | ラウンド  | 対戦相手       | ホーム | アウェー | 合計 |  |
| -------- | ------------------------ | --------- | -------------- | ------ | -------- | ---- |  |
| 2000-01  | UEFAチャンピオンズリーグ | 予選1回戦 | FBKカウナス    | 3-0    | 0-4      | 3-4  |  |
| 2001-02  | UEFAカップ               | 予選      | バイキングFK   | 1-1    | 0-1      | 1-2  |  |
| 2002     | UEFAインタートトカップ   | 1回戦     | FCチューリッヒ | 2-1    | 0-7      | 2-8  |  |